# Olho humano
O olho humano é o órgão responsável pela visão do ser humano, tem diâmetro antero-posterior de aproximadamente 24,15 milímetros, diâmetros horizontal e vertical ao nível do equador de aproximadamente 23,48 milímetros, circunferência ao equador de 75 milímetros, pesa 7,5 gramas e tem volume de 6,5 cm³,  o olho humano pode distinguir cerca de 10 milhões de cores e é capaz de detectar um único de fóton.

## Anatomia
O globo ocular recebe este nome por ter a forma de um globo, que por sua vez fica acondicionado dentro de uma cavidade óssea e protegido pelas pálpebras. Possui em seu exterior seis músculos que são responsáveis pelos movimentos oculares, e também três camadas concêntricas aderidas entre si com a função de visão, nutrição e proteção. A camada externa é constituída pela córnea e a esclera e serve para proteção. A camada média ou vascular é formada pela íris, a coroide, o cório ou uvea, e o corpo ciliar. A camada interna é constituída pela retina que é a parte nervosa.
Existe ainda o humor aquoso que é um líquido incolor e que existe entre a córnea e o cristalino. O humor vítreo é uma substância gelatinosa que preenche todo o espaço interno do globo ocular entre o cristalino e a retina. Tudo isso funciona para manter a forma esférica do olho.

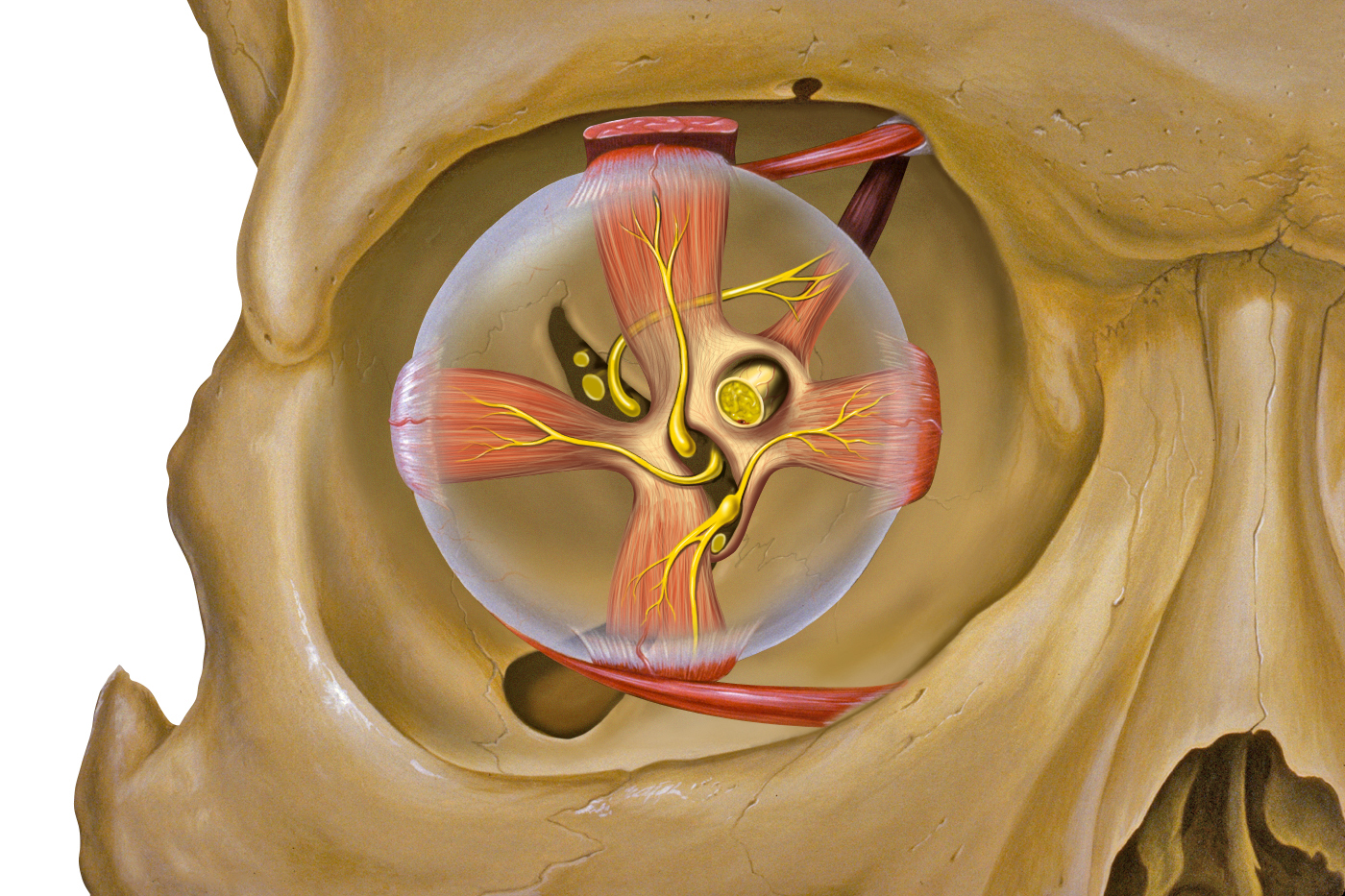
Figura mostrando os músculos da órbita, que movimentam o olho.

O cristalino é uma espécie de lente que fica dentro de nossos olhos. Está situado atrás da pupila e orienta a passagem da luz até a retina. A retina é composta de células nervosas que levam a imagem através do nervo óptico para que o cérebro as interprete.
Não importa se o cristalino fica mais delgado ou espesso, estas mudanças ocorrem de modo a desviar a passagem dos raios luminosos na direção da mancha amarela. À medida que os objetos ficam mais próximos o cristalino fica mais espesso, e para objetos a distância fica mais delgado a isso chamamos de acomodação visual.
O olho ainda representa, as pálpebras, as sobrancelhas, as glândulas lacrimais, os cílios e os músculos oculares. A função dos cílios ou pestanas é impedir a entrada de poeira e o excesso da luz. As sobrancelhas também têm a função de não permitir que o suor da testa entre em contato com os olhos.

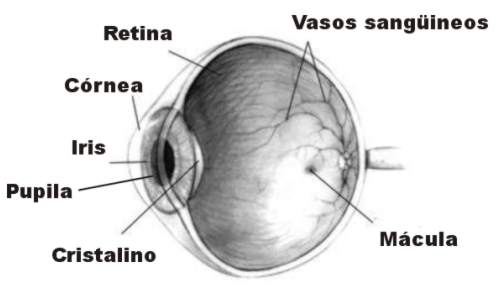
Anatomia do olho humano.

Membrana conjuntiva é uma membrana que reveste internamente duas dobras da pele que são as pálpebras. São responsáveis pela proteção dos olhos e para espalhar o líquido que conhecemos como lágrima.
O líquido que conhecemos como lágrimas são produzidos nas glândulas lacrimais, sua função é espalhar esse líquido através dos movimentos das pálpebras lavando e lubrificando o olho.
O ponto cego é o lugar de onde o nervo óptico sai do olho. É assim chamada porque não existem, no local, receptores sensoriais, não havendo, portanto, resposta à estimulação. O ponto cego foi descoberto pelo físico francês Edme Mariotte (1620–1684).

### Histologia
O bulbo do olho humano pode ser dividido em três túnicas: externa, média e interna.

### Túnica externa

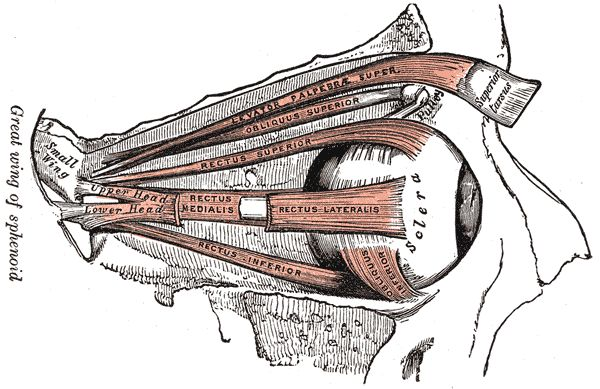
Os músculos do olho humano.

Dilatação.

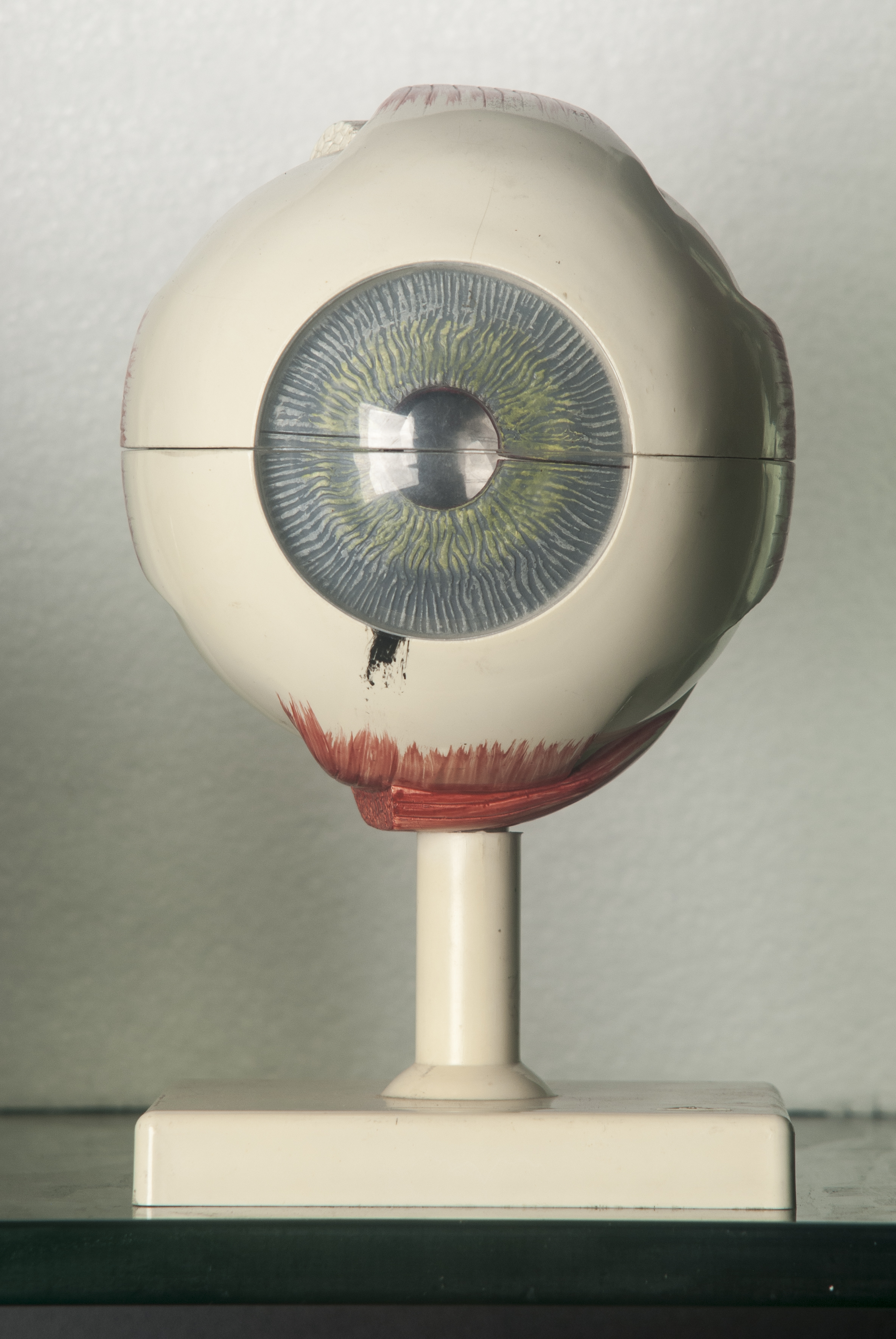
Modelo didático do olho humano.

- Esclera: tecido conjuntivo denso, pouco vascularizado, opaco, branco.
- Córnea: transparente, muito inervada, nutrida pelo humor aquoso, e é subdivida em 5 camadas;3 camadas celulares e duas membranas que separam essas camadas:
  - epitélio anterior estratificado pavimentoso não queratinizado (5 a 6 camadas celulares).
  - membrana de Bowmann: membrana vermelha acelular, constituídas por fibras colágenas do tipo I. Da sustentação ao epitélio anterior.
  - estroma: formado por mais ou menos 200 camadas de fibras colágenas.
  - membrana de Descement: membrana basal do epitélio posterior, camada acelular homogênea que separa a substancia própria do endotélio.
  - epitélio posterior simples pavimentoso.

### Túnica média
- Coroide: maior porção da túnica média, feita de tecido conjuntivo, bem vascularizado e rica em melanócitos (que produzem melanina).
- Corpo ciliar: é um espessamento da coroide.

### Túnica interna
- Retina: membrana mais interna do olho, onde se encontra o nervo óptico, responsável por enviar os estímulos luminosos ao cérebro.
- Cones e bastonetes: Na retina se encontram os cones e bastonetes que são as células fotorreceptoras responsáveis pela percepção da cor que é o resultado da combinação das três cores que os três tipos de cones são capazes de detectar: vermelho, azul e verde. Os cones são responsáveis por determinada cor e os bastonetes pela intensidade da cor. A retina contém em média 120 milhões de bastonetes e 6 milhões de cones.[3]
- Cristalino (não está em nenhuma camada): transparente, avascular, formado por duas superfícies convexas. Tem a função de concentrar os raios luminosos e direcioná-los à retina. É a estrutura responsável por ajustar o foco da visão.

### Formação de imagens no olho
No olho, a luz atravessa as seguintes estruturas para formar uma imagem: córnea, humor aquoso, cristalino e, humor vítreo, assim chega na retina, que funciona como o filme fotográfico em posição invertida; a imagem formada na retina também é invertida.
O nervo óptico transmite o impulso nervoso provocado pelos raios luminosos ao cérebro, que o interpreta e nos permite ver os objetos nas posições em que realmente se encontram.
Nosso cérebro reúne em uma só imagem os impulsos nervosos provenientes dos dois olhos.
A capacidade do aparelho visual humano para perceber os relevos deve-se ao fato de serem diferentes as imagens que cada olho envia ao cérebro. Com somente um dos olhos, temos noção de apenas duas dimensões dos objetos: largura e altura. Com os dois olhos, passamos a ter noção da terceira dimensão, a profundidade.

### Visão
Ao usar o sistema de visualização natural (a olho nu), o humano conta com várias indicadores de informações para interpretar formas 3D e as posições relativas aos objetos, onde a vergência e a acomodação estão vinculadas.
indicação monocular: algumas indicadores visuais dependem apenas de um olho: Perspectiva linear; Tamanho familiar; Oclusão; Desfoque de profundidade do campo; Acomodação.
indicação binocular: dois indicadores visuais dependem do uso de dois olhos: Vergência, e; Disparidade binocular.

### Cor dos olhos
A cor dos olhos é uma característica poligênica e é determinada pelo tipo e quantidade de pigmentos na íris do olho. Os humanos e os animais têm muitas variações fenotípicas na cor dos olhos. Nos olhos humanos, essas variações de cores são atribuída a diversos rácios de melanina produzido por melanócitos na íris. O colorido brilhante dos olhos de muitas espécies de aves estão em grande parte determinados por outros pigmentos, como pteridinas, purinas, e carotenóides.

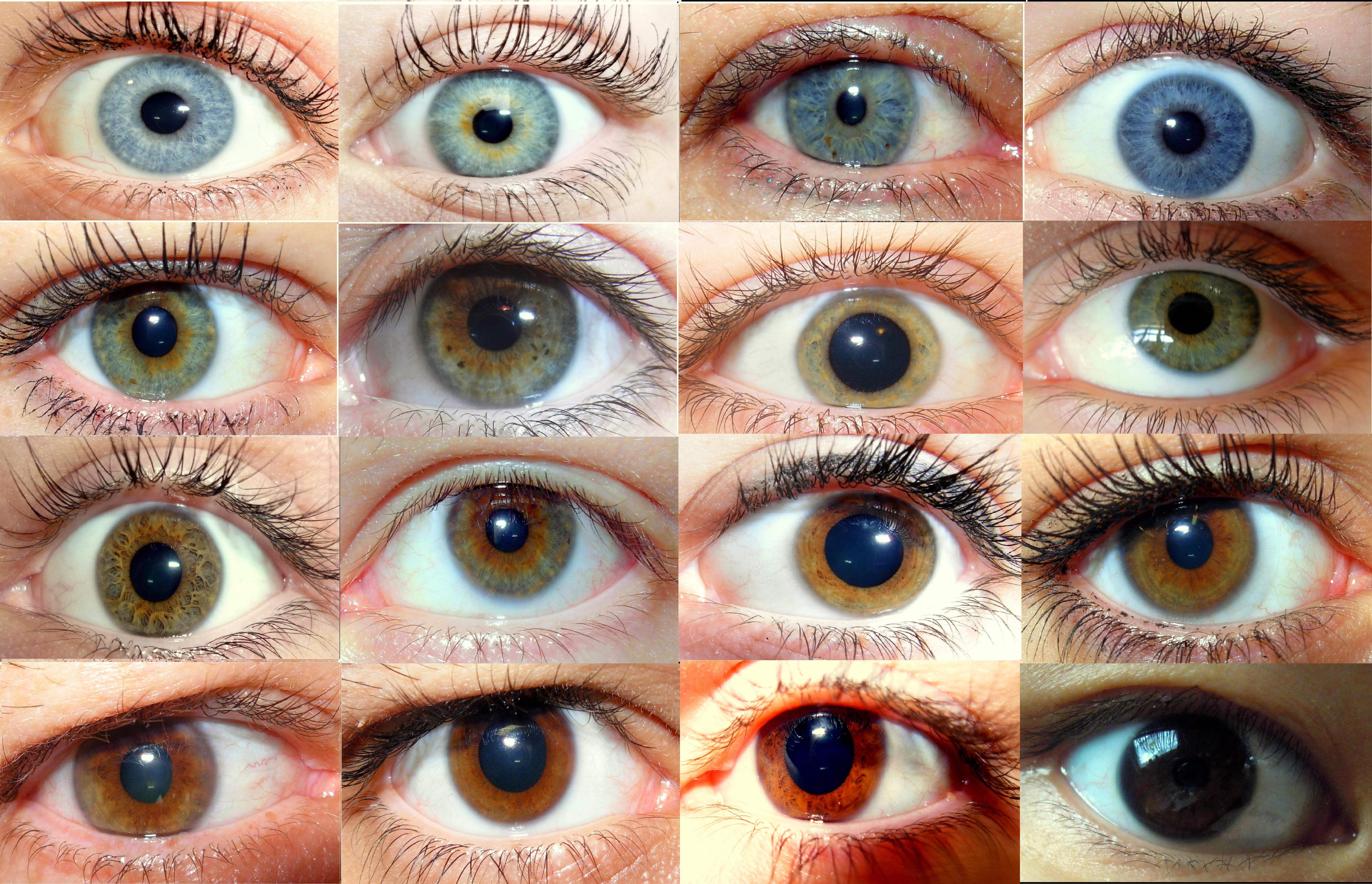
Cores dos olhos humanos.
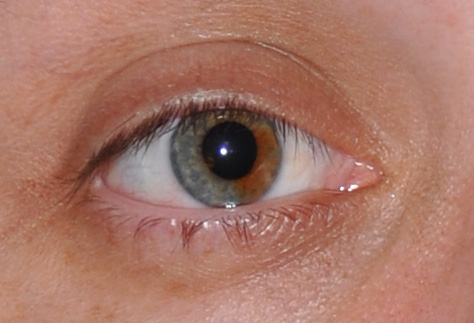
Heterocromia sectorial.
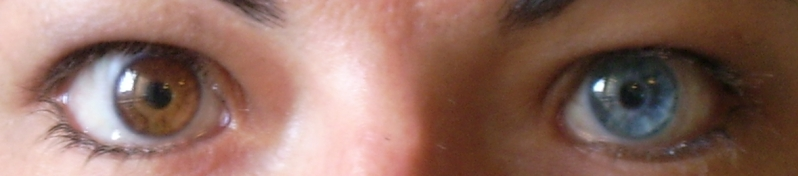
Heterocromia sectorial.
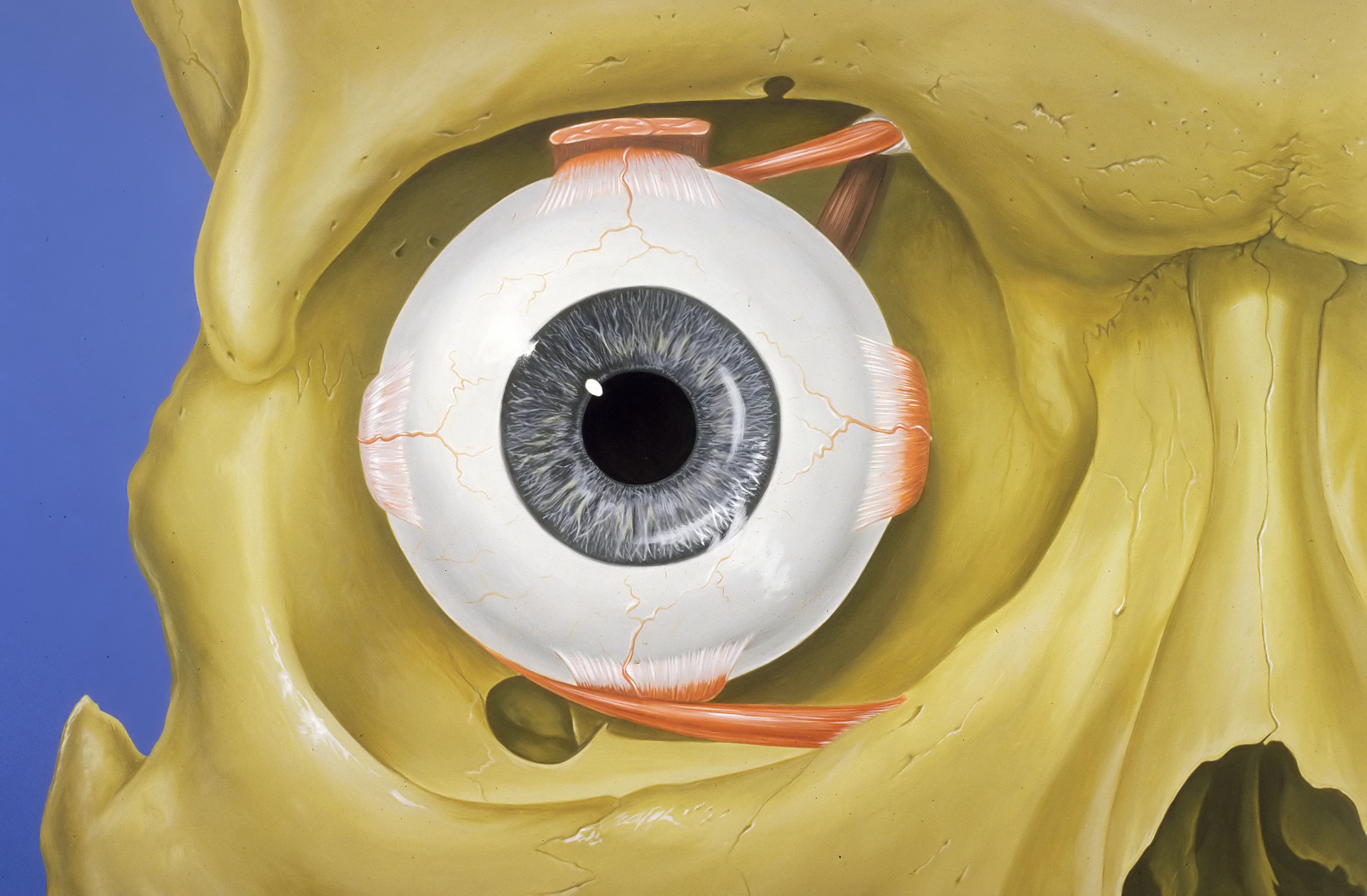
O olho humano em sua órbita.

### Esclerótica
A esclerótica, juntamente com a córnea, constitui a membrana mais externa do olho, a membrana fibrosa ou externa. A esclerótica constitui os 5/6 posteriores desta membrana e tem uma superfície externa, lisa e branca, que possui as inserções tendinosas dos músculos motores do olho, e apresenta vários orifícios, nomeadamente, posteriores, da zona equatorial e anteriores.
Quanto aos orifícios posteriores, encontramos na parte mais interna do olho, o orifício do nervo ótico (que possui, anteriormente, a lâmina crivada, através da qual passam os feixes do nervo ótico e da artéria central da retina) e orifícios em redor da lâmina crivada, que rodeiam o orifício do nervo ótico e que são para as veias e artérias ciliares curtas e longas posteriores e para os nervos ciliares. Na zona equatorial da membrana existem 4 orifícios à mesma distância uns dos outros e que são atravessados pelas veias vorticosas. Em relação aos orifícios anteriores, são mais pequenos e situam-se em torno da córnea, dando passagem aos vasos ciliares anteriores.
A esclerótica está unida à Coroideia (da membrana músculo-vascular) através de uma lâmina de tecido celular laxo rica em pigmentos, a Lâmina Fusca, o que confere à superfície interna da esclerótica uma cor acastanhada.
A esclerótica continua-se, anteriormente, com a córnea, designando-se esta região de Limbo Esclero-Corneano (é uma zona talhada em bisel atrás da qual se encontra o Canal de Schlemm ou Seio Venoso da Esclerótica, que recolhe o humor aquoso da câmara anterior e o envia para a corrente sanguínea através das veias ciliar anterior).

### Coroideia
A coroideia faz parte da membrana músculo-vascular, tal como o corpo ciliar e a íris. A coroideia representa os 2/3 posteriores da referida membrana e situa-se entre a esclerótica e a retina, sendo essencialmente constituída por vasos. Apresenta duas superfícies, uma externa (castanha e que está aplicada na face interna da esclerótica através da lâmina fusca, de vasos e nervos) e interna (lisa e negra e que está relacionada com a retina, sem aderir a ela). A coroideia é perfurada pelo orifício do nervo ótico, que faz a continuação do orifício posterior da esclerótica. Alguns feixes de tecido conjuntivo das camadas mais superficiais da coroideia penetram nas fibras do nervo ótico e constituem o plano mais anterior da lâmina crivada. O limite anterior da coroideia é uma linha circular e sinuosa, a Ora Serrata, onde a coroideia se continua com o Corpo Ciliar.

### Retina
A última membrana da parede do olho a abordar é a retina, a mais interna das três e a qual recobre toda a face interna da membrana músculo-vascular. Esta divide-se em duas partes, anterior e posterior, pois ao nível da ora serrata apresenta uma mudança brusca de espessura.
A parte anterior, ou retina ciliar, recobre a face posterior da íris, e faces ântero e póstero-internas do corpo ciliar. A parte posterior, ou retina propriamente dita, é uma membrana sensorial, fina, transparente e rosada e tem uma face externa, aplicada mas não aderente à coroideia, e uma face interna, também relacionada mas não aderente ao corpo vítreo.
Na face interna da retina distinguem-se duas zonas: a papila (ligeiramente à frente do orifício do nervo óptico), que constitui o ponto de convergência das fibras óticas da retina que se unem para formar o nervo óptico, constituindo o ponto em que o nervo e artéria central da retina penetram na retina; e a fóvea central ou mácula, que é uma depressão localizada no polo posterior do olho.

### Corpo vítreo
Preenche todo o espaço da cavidade ocular atrás do cristalino (câmara vítrea). Na sua porção anterior tem uma depressão, a fossa pattelaris, devido à convexidade da face posterior do cristalino. Em volta do cristalino relaciona-se com o corpo ciliar e, posteriormente, adere debilmente à superfície interna da retina. O corpo vítreo é constituído por uma membrana, a membrana hialoideia, e por uma massa gelatinosa, o humor vítreo.

#### Humor vítreo
O humor vítreo é atravessado por um canal, o canal hialoideu, de Stilling ou de Cloquet, que vai do polo posterior do cristalino até à papila, dando passagem à artéria hialoideia, ramo da artéria central da retina, que nutre a rede vascular pericristalina durante o desenvolvimento fetal do cristalino e que, posteriormente, atrofia.

#### Membrana hialoideia
A membrana hialoideia envolve o humor vítreo e forma-se devido à condensação das suas primeiras camadas (mais periféricas).

### Vascularização e inervação da membrana fibrosa
Córnea:
- Artérias, veias e linfáticos: é avascular, sendo nutrida pelo humor aquoso da câmara anterior do olho.
- Nervos: nervos ciliares (provenientes do nervo nasal).

Esclerótica:
- Artérias: artérias ciliares curtas posteriores e artérias ciliares anteriores.
- Veias: anteriormente, veias ciliares anteriores, e, posteriormente, veias coroideias, que acabam por confluir para as veias vorticosas.
- Linfáticos: não tem.
- Nervos: nervos ciliares (provenientes do nervo nasal).

### Vascularização e inervação do músculo-vascular
Artérias: duas artérias ciliares longas (ramos da oftálmica). Estas atravessam a esclerótica, uma interna e outra externa ao nervo ótico, e dirigem-se para a frente, entre a esclerótica e a coroideia, até ao bordo periférico da íris. Aí, cada uma delas vai originar um ramo ascendente e um ramo descendente, que se anastomosam com o do lado oposto e formam o grande círculo arterial da íris. Por sua vez, o grande círculo emite ramos irídios para a pupila (onde formam o pequeno círculo arterial da íris), ramos ciliares para o corpo ciliar e ramos coroideus recorrentes (que se anastomosam com vasos coroideus ao nível da ora serrata). Artérias ciliares anteriores (ramos das artérias musculares da artéria oftálmica), que atravessam a esclerótica próximo da íris e lançam-se no grande círculo arterial da íris.
Veias: à exceção de algumas vénulas dos músculos ciliares que drenam para as veias ciliares anteriores, todas as outras drenam para as veias coroideias, que vão originar quatro troncos venosos (dois superiores e dois inferiores), que constituem as veias vorticosas e que, por fim, atravessam a esclerótica e lançam-se nas veias oftálmicas.
Linfáticos: Não existem, a linfa circula nas lacunas pericelulares e perivasculares.
Nervos: a inervação provém do gânglio oftálmico e dos nervos ciliares (do nervo nasal).

### Vascularização e inervação da retina
Artérias: Artéria central da retina (ramo da artéria oftálmica), que entra no globo ocular seguindo o eixo do nervo ótico, passa na papila e dá dois ramos, um ascendente e um descendente, que se ramificam chegando até à ora serrata.
Veias: São satélites das artérias, reunindo-se para formar a veia central da retina.

### Anexos do globo ocular
A visão é constituída pelo globo ocular e seus anexos (músculos extrínsecos do olho, aponevrose de Tenon, pálpebras, conjuntiva, aparelho lacrimal).
A cavidade orbitária tem sete músculos destinados a mover o globo ocular e a pálpebra superior: elevador da pálpebra superior, reto superior, reto inferior, reto interno, reto externo, grande oblíquo e pequeno oblíquo.

#### Elevador da pálpebra superior
Este músculo encontra-se abaixo da abobada orbitária e acima do músculo reto superior. Estende-se desde o vértice da cavidade orbitária até à pálpebra superior. Insere-se posteriormente no periósteo orbitário, acima do canal ótico, e anteriormente em toda a largura da pálpebra superior e sobre o rebordo orbitário.
Na pálpebra existem: inserções cutâneas (através de fibras que se fixam na pele da pálpebra superior) e inserções tarsais (que se fixam na metade inferior da face anterior do tarso palpebral).
No rebordo orbitário forma dois feixes: feixe orbitário interno, que se insere na porção superior da crista lácrimo-ungueal do únguis e o feixe orbitário externo, que se insere na parte externa da órbita, junto à sutura fronto-malar. Os feixes orbitários são reforçados por feixes aponevróticos que constituem o arco tendinoso do elevador da pálpebra superior e limitam a ação do músculo.
A sua ação é movimentar a pálpebra superior para cima e para trás.
Inervação: III par – Motor Ocular Comum

#### Músculos retos
Todos estes músculos têm a inserção posterior em comum e estendem-se desde o vértice da cavidade orbitária até ao hemisfério anterior do globo ocular. Inserem-se posteriormente, na porção interna da fenda esfenoidal e no tubérculo infraóptico, pelo tendão de Zinn. Este tendão forma quatro fitas, que constituem as quatro inserções tendinosas: súpero-interna; súpero-externa; ínfero-interna; ínfero-externa. Cada fita está entre os dois músculos que lhe dão o nome e cada músculo nasce da união das duas fitas que o separam dos músculos vizinhos.
A fita súpero-interna tem um orifício para a passagem do nervo ótico e da artéria oftálmica – anel do nervo óptico. A fita súpero-externa tem um orifício por onde passam o nervo nasal, nervo motoro ocular comum, nervo motor ocular externo e raiz simpática do gânglio oftálmico.
Daqui, os músculos dirigem-se para a frente, seguindo a parede orbitária correspondente, sendo que as inserções anteriores dos músculos são feitas na esclerótica. A distância de inserção do músculo à córnea vai aumentando do reto interno para o reto superior, sendo, respetivamente, 5, 6, 7 e 8 mm.
Os músculos retos são inervados pelo III par craniano (motor ocular comum), exceto o reto externo que é enervado pelo VI par (motor ocular externo).
E a sua ação é mover o globo ocular para dentro (reto interno), para fora (reto externo), para cima e para dentro (reto superior) e para baixo e para dentro (reto inferior).

#### Músculo grande oblíquo
Estende-se deste o vértice da cavidade orbitária até à porção póstero-externa do globo ocular. Insere-se posteriormente acima do orifício ótico, mas internamente em relação à inserção do elevador da pálpebra superior. Daqui dirige-se para frente, ao longo do ângulo súpero-interno da cavidade orbitária e acima do recto interno. Junto ao rebordo orbitário continua-se por um tendão que passa na Roldana de Reflexão do Grande Oblíquo, que é um anel fibro-cartilagíneo na fosseta troclear. Ao sair do anel, dirige-se para fora, para baixo e para trás, passa por baixo do reto superior, para se inserir na porção súpero-externa do hemisfério posterior do globo ocular
A sua ação é mover o globo ocular para baixo e para fora. É inervado pelo IV par craniano (patético ou troclear)

#### Pequeno oblíquo
É o único que não tem origem no vértice da cavidade orbitária, e encontra-se enrolado sobre a porção ínfero-externa do globo ocular. Insere-se inferiormente no pavimento orbitário, externamente ao orifício superior do canal nasal. Depois dirige-se para trás e para fora (passando por baixo do reto inferior), para se inserir na porção ínfero-externa do hemisfério posterior do globo ocular, ao nível da esclerótica, sendo que esta inserção está coberta pelo reto externo.
É inervado pelo III par craniano (motor ocular comum).
O globo ocular não se desloca verdadeiramente dentro da cavidade orbitária, uma vez que se encontra “amarrado” pelas asas da Cápsula de Tenon. Ele gira sobre si próprio, no Espaço de Tenon, em torno de três eixos que se cruzam no centro do globo: Eixo vertical, eixo transversal e eixo ântero-posterior. Por sua vez, estes eixos delimitam 3 planos: plano horizontal (inclui os eixos transversal e ântero-posterior), plano vertical (inclui os eixos vertical e transversal) e plano ântero-posterior (inclui os eixos vertical e ântero-posterior).
Os movimentos oculares são classificados consoante o deslocamento da pupila e podem ser: elevação/abaixamento (pupila para cima/baixo, respetivamente), abdução/adução (pupila para fora/dentro, respetivamente) e rotação interna/externa (bordo superior da pupila para baixo e para cima/baixo e para fora, respetivamente). A ação de cada um dos músculos é determinada pela sua linha de ação (linha que une a sua inserção fixa à sua inserção na esclerótica) em relação a estes 3 eixos de rotação.
Os músculos reto interno e reto externo situam-se no plano horizontal, sendo, por isso, só cruzados pelo eixo vertical, logo só podem realizar uma ação, que corresponde à rotação do olho em torno do seu eixo vertical e a sua associação permite olhar horizontalmente no espaço. Os restantes músculos têm uma ação mais complexa, devido ao facto da sua linha de ação cruzar os 3 eixos (vai permitir que os movimentos ocorram em torno de todos os eixos).
| Músculos        | Acções                                |
| --------------- | ------------------------------------- |
| Recto Superior  | Elevação; Adução; Rotação Interna     |
| Recto Inferior  | Abaixamento; Adução; Rotação Externa  |
| Recto Interno   | Adução                                |
| Recto Externo   | Abdução                               |
| Grande Oblíquo  | Abaixamento; Abdução; Rotação Interna |
| Pequeno Oblíquo | Elevação; Abdução; Rotação Externa    |

#### Sistema aponevrótico
É constituído por três porções: cápsula de Tenon, bainhas musculares e expansões aponevróticas.
- Cápsula de Tenon — recobre toda a porção esclerotical do globo ocular (é branca, resistente). Apresenta duas faces e dois orifícios:
  - Face externa/orbitária — convexa e relaciona-se, posteriormente, com tecido adiposo da cavidade orbitária e anteriormente com conjuntiva esclerotical.
  - Face interna/axial/esclerotical — côncava e lisa e está separada da esclerótica pelo Espaço de Tenon.
  - Orifício Posterior — a cápsula une-se ao rebordo do orifício do nervo ótico (ligando-se à esclerótica e à própria bainha do nervo). Também se une à esclerótica, em redor dos orifícios onde penetram os vasos ciliares posteriores e os nervos ciliares.
  - Orifício Anterior — ao nível da córnea, onde termina a cápsula.
- Bainhas musculares — cada um dos 7 músculos está envolvido por uma bainha aponevrótica que se funde com a cápsula de Tenon na vizinhança da inserção do músculo na esclerótica, daí que a cápsula de Tenon se possa considerar como um prolongamento das bainhas musculares. Apesar de serem aderentes aos músculos, até à proximidade da cápsula, depois separam-se destes por uma fina camada de tecido laxo, que tem continuidade com o do espaço epiescleral. As bainhas musculares e os músculos retos, constituem, em conjunto, um cone musculofascial, cuja base anterior corresponde à cápsula de Tenon.
- Expansões aponevróticas — prolongamentos que unem a cápsula de Tenon e às bainhas musculares à conjuntiva, pálpebras e rebordo orbitário. Elas têm como função limitar o movimento dos músculos que fixam ao rebordo orbitário e impedir a compressão do globo ocular pelo músculo que se contrai, podendo-se classificar em:
  - Expansões conjuntivais — vão das bainhas musculares dos músculos rectos ao fundo-de-saco da conjuntiva e à conjuntiva palpebral.
  - Expansão palpebral do reto inferior – membrana que se liga à face inferior da bainha muscular do reto inferior, terminando no bordo inferior do tarso palpebral. Responsável pelo abaixamento da pálpebra inferior quando o reto inferior movimenta o olho para baixo.
  - Expansões orbitárias — são cinco e ligam o rebordo orbitário aos músculos retos e pequeno oblíquo. As expansões orbitárias do reto externo e do reto interno são mais desenvolvidas designando-se, respetivamente, de asa externa (da face externa da bainha do reto externo até ao rebordo da parede externa da órbita) e asa interna (da face interna da bainha do reto interno e termina na crista lacrimal ungueal).
    - E.O. reto superior — face superior da bainha do reto superior e divide-se em três porções: média (face inferior da bainha do elevador da pálpebra superior, sendo que a sua função consiste em levantar a pálpebra superior quando o reto superior se contrai para girar o globo ocular); lateral interna; lateral externa.
    - E.O. reto inferior — tem origem na face inferior da bainha do reto inferior. Apresenta três porções: média (termina na bainha do pequeno oblíquo); lateral interna (une-se ao bordo inferior da asa interna); lateral externa (une-se ao bordo inferior da asa externa).
    - E.O. pequeno oblíquo — bordo anterior da bainha do pequeno oblíquo até à parede orbitária.